# Indiska stjärnorden
Indiska stjärnorden, Indiens stjärna (engelska: The Most Exalted Order of the Star of India) är en riddarorden instiftad av drottning Victoria 1861. Orden omfattar medlemmar i tre klasser:
1. Knight Grand Commander (GCSI)
2. Knight Commander (KCSI)
3. Companion (CSI)

Inga utnämningar har gjorts sedan 1948, kort efter Indiens delning 1947. I och med den sist överlevande riddaren, Maharaja av Alwars död, blev orden vilande under 2009.
Dekorationen är en kedja av lotus, palmgrenar samt röda och vita rosor med kejserlig krona i mitten; vid kedjan hänger ordenstecknet, en kaméartad i onyx skuren profilbröstbild av drottning Viktoria i en genombruten oval med devisen Heaven's light our guide ("Himmelens ljus vår vägvisare") och där ovanför en stjärna av diamanter. Ordensstjärnan består av en mittsköld med en diamantstjärna, varifrån utgå gyllene strålar, och vilande på ett vitkantat blått band, som innehåller den ovannämnda devisen. Stormästare var vicekonungen av Indien. Ordens emblem, "Star of India", återfinns också på Vicekungen av Indiens flagga.
Orden är den högsta riddarorden associerad med Brittiska Indien. Lägre i rang är Kejsardömet Indiens orden, och det fanns också Indiska kronorden enbart för kvinnor. Det är den femte högsta brittiska riddarorden efter Strumpebandsorden, Tistelorden, Sankt Patriksorden och Bathorden.